# Mohamed Hubail
Mohamed Ahmed Mohamed Hubail (23 giugno 1981) è un calciatore bahreinita, centrocampista del Manama.

## Caratteristiche tecniche
Esterno destro, può giocare anche come centrocampista difensivo o come terzino destro.

## Carriera

### Club
Comincia a giocare in patria, all'Al-Ahli. Nel 2004 si trasferisce in Qatar, all'Al-Gharafa. Nel 2005 viene acquistato dal Qatar SC. Nel 2006 torna in patria, all'Al-Ahli. Nel 2008 si trasferisce in Kuwait, all'Al-Arabi. Nel 2009 passa all'Al-Qadisiya, squadra della massima serie saudita. Nel 2010 torna in patria, all'Al-Ahli. Nel 2011 si trasferisce in Oman, al Muscat. Nel gennaio 2012 viene acquistato dal Fanja. Nel 2013 torna in patria, al Manama.

### Nazionale
Ha debuttato in Nazionale nel 2004. Ha partecipato, con la Nazionale, alla Coppa d'Asia 2004 e alla Coppa d'Asia 2007. Ha collezionato in totale, con la maglia della Nazionale, 67 presenze e 5 reti.